# Потанин, Иван Ксенофонтович
Ива́н Ксенофо́нтович Пота́нин (3 [16] февраля 1901, станица Имантавская, Кокчетавский уезд, Акмолинская область — 15 ноября 1979 года, Калинин) — советский спортсмен, чемпион и рекордсмен СССР в беге на 100 метров. Заслуженный мастер спорта (1947). Военный медик, участник Великой Отечественной войны.

## Биография
Родился в 1901 году в семье коренных сибирских казаков станицы Имантавской Кокчетавского уезда Акмолинской области (ныне — село Имантау Айыртауского района Северо-Казахстанской области Казахстана).
Служил в РККА, в части, расквартированной в Томске, с 1920 года: участвовал в спортивных соревнованиях различного уровня и в разных видах спорта; был победителем томских городских соревнований по тяжёлой атлетике и классической борьбе. В 1923 году первенствовал на гарнизонных соревнованиях в беге на 100 и 200 метров, а также в прыжках в длину.
Чемпион СССР — победитель чемпионата СССР по лёгкой атлетике 1927 года в беге на 100 метров с результатом 11,6 с. В следующем — 1928 году пробежал 100 метров за 10,7 с., на Всесоюзной спартакиаде 1928 года в составе сборной страны вместе с Марком Подгаецким, Геннадием Пужным и Тимофеем Корниенко установил рекорд Советского Союза в эстафете 4×100 метров — 43,2 с.
Окончил Военно-медицинскую академию в 1940 году.
С июля 1941 года участник Великой Отечественной войны. С июля 1941 по январь 1943 год — командир Отдельного Медико-санитарного батальона 242-й стрелковой дивизии Западного, Калининского (окт. 1941 — окт. 1942), Юго-Западного, Закавказского фронтов. Корпусной врач 129-го стрелкового корпуса Белорусского фронта (до фев. 1944) и 1-го Белорусского фронта. С июля 1944 по май 1945 года — начальник Эвакуационного госпиталя № 5338 2-го Белорусского фронта.